# Bracon quadrilineatus
Bracon quadrilineatus är en stekelart som beskrevs av Gaspard Auguste Brullé 1846. Bracon quadrilineatus ingår i släktet Bracon och familjen bracksteklar. Inga underarter finns listade.